# Phorbia juncorum
Phorbia juncorum is een vliegensoort uit de familie van de bloemvliegen (Anthomyiidae). De wetenschappelijke naam van de soort is voor het eerst geldig gepubliceerd in 1959 door Ringdahl.